# 31109 Janpalouš
31109 Janpalouš este un asteroid din centura principală, descoperit pe 14 august 1997, de Miloš Tichý și Zdeněk Moravec.